# Goldland-Klausenberg
Das Gebiet Goldland-Klausenberg ist ein mit Verordnung des Regierungspräsidiums Tübingen vom 6. November 1985 ausgewiesenes Natur- und Landschaftsschutzgebiet (NSG-Nummer 4.130, LSG-Nummer 4.15.136) im Gebiet der Gemeinde Dettingen an der Erms im baden-württembergischen Landkreis Reutlingen. Das Natur- und Landschaftsschutzgebiet liegt vollständig im Biosphärengebiet Schwäbische Alb.

## Lage
Das 117,3 Hektar (ha) große Naturschutzgebiet liegt nördlich und nordöstlich von Dettingen an der Erms. Es liegt an der Grenze der Naturräume 094 Mittlere Kuppenalb und 101 Mittleres Albvorland innerhalb der naturräumlichen Haupteinheit 10 – Schwäbisches Keuper-Lias-Land. Es grenzt im Norden unmittelbar an das Naturschutzgebiet Neuffener Hörnle-Jusenberg und im Westen an das Naturschutzgebiet Jusi-Auf dem Berg.

## Schutzzweck
Das Schutzgebiet dient der Erhaltung des im oberen Bereich auf einer Fläche von etwa 94 Hektar anzutreffenden Laubwaldes als naturnaher Hangwald, der einen artenreichen Lebensraum für viele seltene und gefährdete Pflanzen und Tierarten, insbesondere von Insekten, Amphibien und höhlenbrütenden Vogelarten, bildet. Erhalten werden soll auch der artenreiche, mit Gebüschgruppen und Hecken durchsetzte Halbtrockenrasen mit Quellhorizonten unterhalb dieses Waldes.
Das gleichnamige Landschaftsschutzgebiet soll als Randzone störende oder beeinträchtigende Einflüsse vom NSG fernhalten.